# Belaspidia vadosa
Belaspidia vadosa is een vliesvleugelig insect uit de familie bronswespen (Chalcididae). De wetenschappelijke naam is voor het eerst geldig gepubliceerd in 1999 door Delvare & Rasplus.